# Rechtsflucht
Rechtsflucht ist ein juristischer Begriff, der allgemein die Umgehung von Rechtsfolgen durch denjenigen, für den sie gelten, beschreibt.
Im Deutschen Wörterbuch von Jakob und Wilhelm Grimm aus dem Jahr 1854 wird die Rechtsflucht definiert als „Flucht, indem ein Beklagter sich dem gerichtlichen Verfahren entzieht“. In älteren Quellen steht Rechtsflüchtigkeit oder das Adjektiv recht(s)flüchtig auch für sich der Strafverfolgung oder allgemein sich der Verantwortung entziehen.
In der Gegenwart wird ein bestimmtes taktisches Verhalten im Zivilprozess als Flucht in die Säumnis bezeichnet.
Erfüllt der Staat Aufgaben der Leistungsverwaltung in privatrechtlicher Form, betreibt beispielsweise eine öffentliche Einrichtung wie die Stadtwerke in Form einer GmbH und schließt mit den Benutzern privatrechtliche Lieferverträge, so bleibt er dabei gleichwohl an die zentralen Grundsatznormen des öffentlichen Rechts gebunden wie die Grundrechte, Zuständigkeiten, rechtsstaatliche Verwaltungsgrundsätze
wie den Grundsatz der Verhältnismäßigkeit, die Ermessensbindung oder den Vertrauensschutz. Der Staat darf sich bei verwaltungsprivatrechtlichem Handeln nicht aus öffentlich-rechtlichen Bindungen in das Privatrecht „flüchten“ und bleibt in allen Fällen privatrechtlichen Verwaltungshandelns gemäß Art. 1 Abs. 3 GG an die Grundrechte, insbesondere an den Gleichheitssatz des Art. 3 Abs. 1 GG gebunden (Fiskalgeltung der Grundrechte).
Die Niederlassungsfreiheit innerhalb der Europäischen Union ermöglicht es den Unternehmen, sich in einem EU-Land ihrer Wahl niederzulassen. Das führt mitunter dazu, dass Unternehmen vor einheimischen, vermeintlich nachteiligen (steuer-)rechtlichen Regelungen in das Ausland „flüchten“.  Die europäische Niederlassungsfreiheit und die internationale Globalisierung stellen auch die grenzüberschreitende Arbeits- und Tarifpolitik vor neue Herausforderungen.
Im Interesse des Verbraucherschutzes ist die Rechtswahl bei Verträgen mit Auslandsbezug eingeschränkt.